# 日向翔陽
日向 翔陽（ひなた しょうよう）は、古舘春一作の漫画「ハイキュー!!」に登場するキャラクターで、同作品の主人公である。アニメの声優は村瀬歩、舞台版での俳優は須賀健太、醍醐虎汰朗、加藤憲史郎。

## 作中の設定

### 来歴
過去に春の高校バレーで活躍した身長170cmの「小さな巨人」に憧れてバレーボール選手を志す。中学時代からバレーを始めるものの、部員は少なく愛好会扱いとなり、練習もまともに出来ない状態となる。どうにか人数を揃えて初出場した中学3年生の公式試合が自身にとって中学時代最後の試合となり、そこで影山飛雄が所属する強豪・北川第一中学校と対戦し、敗北する。勝つ試合ができるようになるために過去に「小さな巨人」がいた烏野高校に進学する。そこで影山も烏野高校に進学していたことを知り、喧嘩を起こし入部を拒否されてしまう。何とか二人で力を合わせて入部をすると、月島蛍、山口忠を含めた４人で新入部員として歓迎される。高校を卒業すると、ビーチバレーをするために、単身ブラジルへ渡ることを決意。1年の準備期間を経て、その後2年間をブラジルで過ごした後は、日本に帰国しⅤリーグDivision1のMSBYブラックジャッカルのオポジットとして試合にも出場する。

### キャラクター
宮城県立烏野高等学校を卒業。所属していたバレー部でのポジションはミドルブロッカー。
大きな茶色の目とオレンジ色のツンツンした髪が特徴。だれにでも笑顔を見せてくれるところも特徴である。高校時代の服装は指定の制服か部活のジャージがほとんど。冬は制服の下にパーカーを着ていることが多い。
身長162cmと、バレーボール選手としては小柄だが、それをカバーするほどの圧倒的な身体能力を持っており、ほかの選手に大きな印象を与えやすい。その一方で、まったく勉強が出来ない一面も持っている。一人称は「俺」（高校時代はひらがな表記で「おれ」）。高校卒業後ブラジルに渡りビーチバレーで修行。2018年にはVリーグ MSBYブラックジャッカルに在籍。2021年東京オリンピックに出場。
基本的に明るく素直な性格で、思っていることを隠さずはっきりと伝える。ただ、バレーボールが関係することになると自分の中できちんと考えてから発言することもしばしば。ただ、バレーボールをしている最中は真剣になりすぎるあまり仲間から怖がられることもある。逆境に負けない芯の強さを持っている。
基本的に「日向」と名字で呼ばれることがほとんど。孤爪研磨、西谷夕からは「翔陽」、黒尾鉄朗には「チビちゃん」と呼ばれている。
最近の悩みは片手でボールが持てないということ。

## 創作経緯
連載版の元となった読み切り作品においては、影山が主人公であり、日向はその仲間という立ち位置にあった。一方、連載にあたっては息を合わせてボールをつなぐ速攻プレイを描きたいことと、少年漫画らしさを出すため、身長の低い日向が主人公に据えられた。
作者の古舘は読売新聞とのインタビューの中で、日向が高熱のために大事な試合から退場する展開は、勢いだけでは生き残れないことを示すために最初から決めていたと述べており、「低い身長でも世界で戦えるようになるためには、読んでいる人が納得しないといけないとの思いがありました」と話しており、卒業後の彼の動向も連載の途中から決めていたとしている。
また、2021年夏にニコニコ生放送で配信された『ハイキュー!!烏野高校放送部！』では、初期設定における日向が田中龍之介以上の野生児だったことが古舘の口から語られ、デザインの初期案が田中に流用されたことも明かされている。

## 展開

### アニメ
テレビアニメ版『ハイキュー!!』では、村瀬歩が日向の役を演じる。
その当時のことについて、村瀬は影山役の石川界人との対談の中で、日向役を引き受けたころは2020年時点ほど仕事の機会が多くなく、一心不乱で役に取り組んだと振り返っている。村瀬は放送後の反響が大きく、視聴者だけでなく制作関係者からも認知されるようになった結果、仕事が増えたとも話している。

### ゲーム
セガのコンピュータゲーム『ぷよぷよ!!クエスト』では、『ハイキュー!!』とのコラボが2回にわたって行われており、日向はそのいずれにもゲストとして登場している。第1弾では、日向本人のカードが実装された。また、同作とのコラボ第2弾では、『ハイキュー!! TO THE TOP』1クール目の内容をベースとしたシナリオが展開される。

### 舞台
ハイパープロジェクション演劇「ハイキュー!!」では、2015年の初演から2018年まで須賀健太、2019年11月から2021年まで醍醐虎汰朗が日向役をそれぞれ演じた。劇団「ハイキュー!!」では加藤憲史郎が演じる。醍醐は自身にとってのライバルに原作の日向翔陽を挙げており、その理由として「ポジティブな性格や諦めない姿勢、努力して成長できる力強さなど、人として尊敬し、超えたいと思う存在だから」だと述べている。

## 反響
バレーボール選手の西田有志は、集英社のスポーツ雑誌「Sportiva」とのインタビューの中で、海外の選手から「You are Hinata」と呼ばれた経験があったことを明かしており、日向との共通点としてバレーボール選手としては小柄な体格とジャンプ力の高さを挙げている。

## 評価
ライターのふくだりょうこは、最初の日向は「やる気」や「元気」「バレーが好き！」という気持ちと高い身体能力のみでプレーをしており、それらは誰しもが持てるわけではないが、それこそが少年漫画の主人公らしい姿であり、好きなもののために強くなり、強くなるためにひたむきにがむしゃらに努力を重ねていく姿が、応援したいという読者の気持ちを掻き立てていると評した。
『アニメ！アニメ！』が村瀬歩の生誕記念として実施した「演じた中で一番好きなキャラクターは？」と題した読者アンケートでは1位を獲得している。また、同サイトが実施した「同級生になりたいキャラといえば？」と題した読者アンケートでは3位を獲得している。